# 国母村
国母村（こくぼむら）は山梨県中巨摩郡にあった村。現在の甲府市中心部の南西、荒川右岸、身延線国母駅周辺にあたる。

## 地理
- 河川：荒川

## 歴史
- 1889年（明治22年）7月1日 - 町村制の施行により、豊住村、富田村の区域をもって発足。
- 1937年（昭和12年）8月1日 - 甲府市に編入。同日国母村廃止。

## 交通
- 富士身延鉄道
  - 富士身延鉄道線（現・身延線）
    - 国母駅

1928年まで山梨馬車鉄道が村域を通過した。

## 出身有名人
- 樋口光治 - 昭和戦前期の農民運動家。戦後は日本社会党員、山梨県会議員。